# Castel del Rio
Castel del Rio ist eine italienische Gemeinde (comune) mit 1214 Einwohnern (Stand 31. Dezember 2023) in der Metropolitanstadt Bologna in der Emilia-Romagna.

## Geografie
Die Gemeinde liegt etwa 35 kmKilometer südsüdöstlich von Bologna am Santerno. Durch den westlichen Teil der Gemeinde fließt der Sillaro. Castel del Rio ist Teil der Comunità Montana Valle del Santerno und grenzt unmittelbar an die Provinz Ravenna und die Metropolitanstadt Florenz.
Zu den Ortsteilen gehören Belvedere, Giugnola, Moraduccio und Valsalva. Größter Ortsteil neben dem Hauptort (733 Einwohner) ist Belvedere (65 Einwohner).
Die Nachbargemeinden sind Casalfiumanese, Casola Valsenio (RA), Firenzuola (FI), Fontanelice, Monterenzio und Palazzuolo sul Senio (FI).

## Geschichte
Die Gemeinde geht auf eine keltische Siedlung aus dem 5. bzw. 6. Jahrhundert vor Christus zurück. Erstmals schriftlich erwähnt wurde der Ort als Castrum Rivi 1179.

## Sehenswürdigkeiten
- Palazzo Alidosi, auch Castello Alidosi genannt, entstand am Beginn des 16. Jahrhunderts. Wurde 1841 Rathaus und enthält heute das Museo della Guerra[3]
- Ponte Alidosi, 1499 durch Obizzo Alidosi in Auftrag gegebene Brücke, die durch Andrea Gurrieri realisiert wurde. Wurde mehrfach restauriert und 1897 zum Nationalen Monument (Monumento nazionale) erklärt[4].

## Persönlichkeiten
- Francesco Alidosi (1455–1511), Kardinal, aus der Familie aus Alidosi
- Antonio Bacci (1885–1971), Kardinal, im Ortsteil Giugnola geboren

## Verkehr
Durch die Gemeinde führt die Strada Statale 610 Selice o Montanara Imolese von Lavazzola bei Conselice nach Firenzuola.

## Bilder

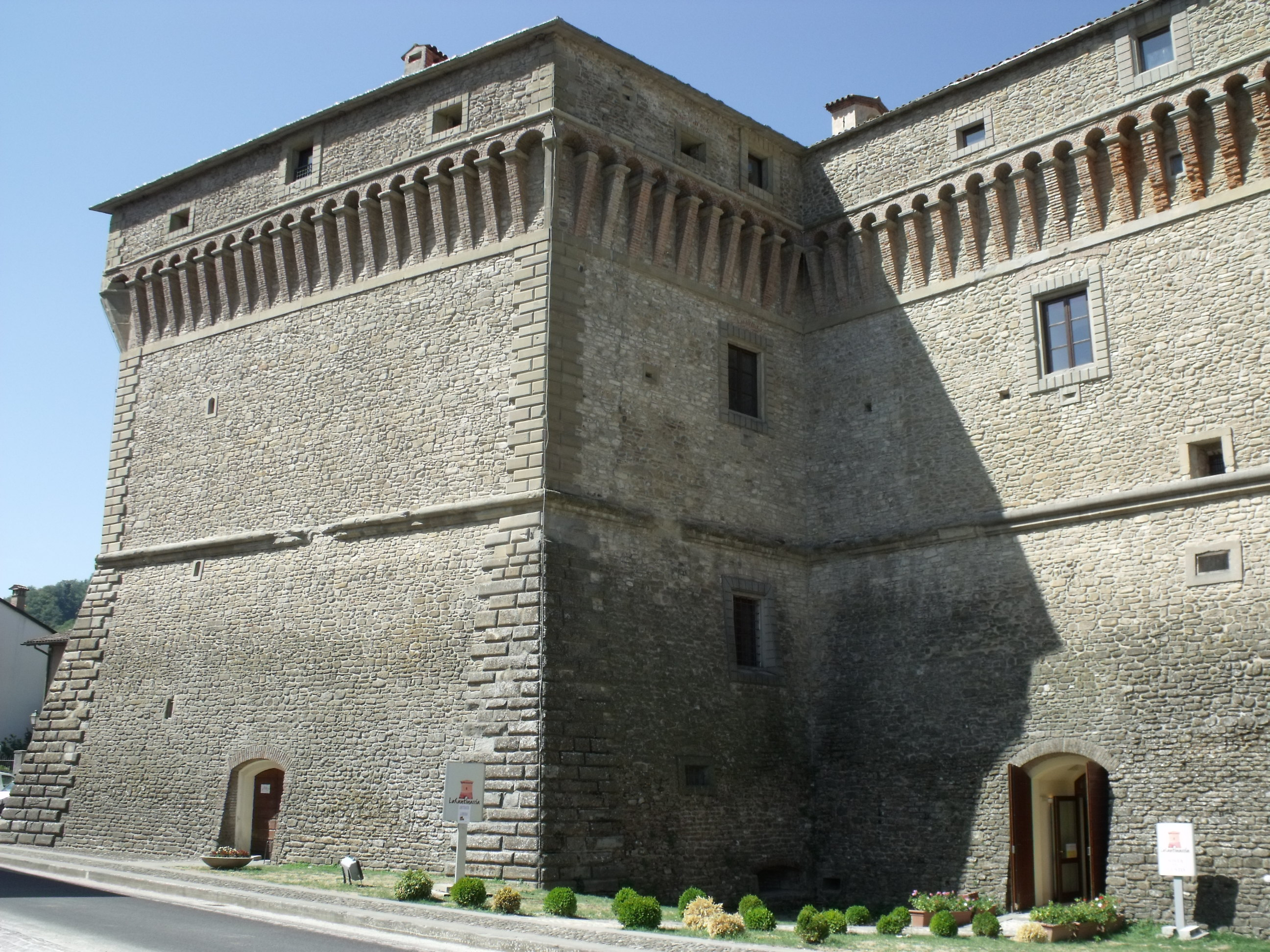
Der Palazzo Alidosi im Ortskern
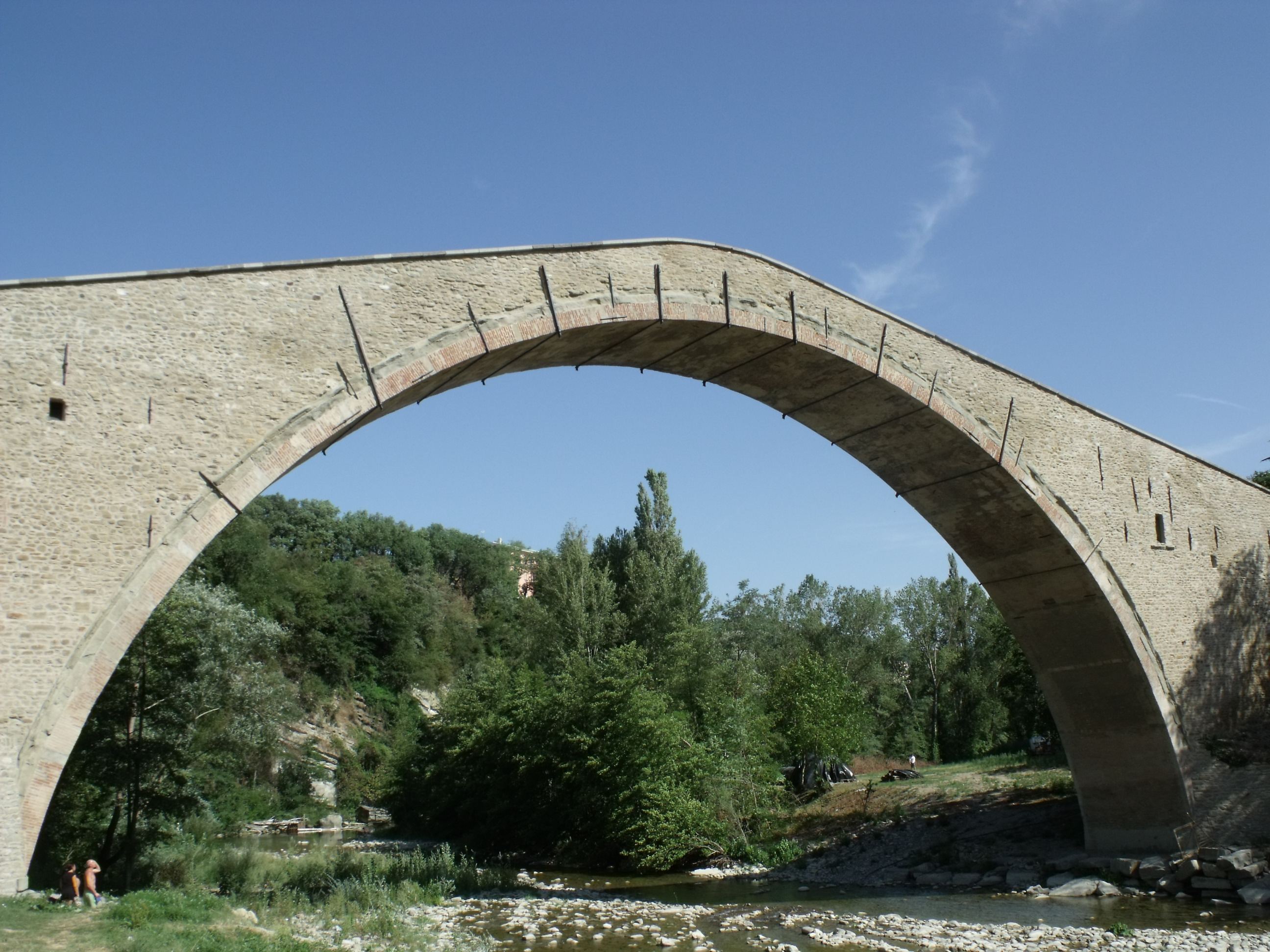
Ponte Alidosi